# Sanne van der Star
Sanne Martha van der Star (ur. 21 lutego 1986 w Alkemade) – holenderska krótkodystansowa łyżwiarka szybka.

## Kariera
Łyżwiarka uczestniczyła w Zimowych Igrzyskach Olimpijskich 2006 w Turynie. Podczas tych zawodów wzięła udział w jednej konkurencji łyżwiarstwa szybkiego, biegu na 500 m. Star osiągnęła w tej konkurencji 14. miejsce.

## Rekordy życiowe
| Dystans | Czas    | Data              | Miejsce        |
| ------- | ------- | ----------------- | -------------- |
| 500 m   | 38,64   | 20 listopada 2005 | Salt Lake City |
| 1000 m  | 1.18,25 | 14 sierpnia 2005  | Calgary        |
| 1500 m  | 2.04,09 | 12 sierpnia 2005  | Calgary        |
| 3000 m  | 4.47,29 | 25 września 2004  | Nijmegen       |
| Źródło: |         |                   |                |